# Chaos Chaos
Chaos Chaos (davor bis 2012: Smoosh) ist eine US-amerikanische Indie-Pop-Band aus Seattle. Sie wurde im Jahr 2000 von den Schwestern Asya (* 2. Februar 1992) und Chloe (* 5. März 1994) gegründet. Von den Jahren 2007 bis 2012 war auch die dritte Schwester Maia (* 5. September 1996) Mitglied der Band.

## Geschichte
Im Jahr 2000 trafen Asya und Chloe zufällig Jason McGerr, den späteren Schlagzeuger von Death Cab for Cutie, in einem Musikgeschäft, in dem sie eigentlich eine Geige kaufen wollten. Sie verließen das Geschäft mit einem neuen Schlagzeug für Chloe und der Visitenkarte von McGerr, der zu der Zeit an einer Musikschule unterrichtete.
Noch im gleichen Jahr veröffentlichten Smoosh mit Tomato Mistakes ihre erste Single, die lediglich die beiden Songs Free to Stay und But Now I Know enthielt und die sie umsonst an Jeden verschickten, der sich dafür interessierte.
4 Jahre später, im September 2004, veröffentlichten sie mit She Like Electric ihr erstes Album.
Das zweite Album Free to Stay, welches im Jahr 2006 veröffentlicht wurde, enthielt mit Find A Way das Stück, mit dem sie bei Jimmy Kimmel Live! zum ersten Mal im Fernsehen auftraten. Am 5. August 2007 traten sie beim Lollapalooza-Festival auf. Dort spielten sie unter anderem eine Coverversion von This Modern Love der Band Bloc Party, mit der sie dann im September des gleichen Jahres auf Tour gingen. Im Jahr 2008 tourten sie zusammen mit den Bands Tokyo Police Club und The Dresden Dolls.
Das dritte Album ist für das Jahr 2010 angekündigt worden, die Single We Are Our Own Lies ist kostenlos im Internet erhältlich.
Im Jahr 2012 wurde der Bandname geändert zu Chaos Chaos aufgrund der Assoziation von "Smoosh" mit Snooki nach einer ausgestrahlten Folge von South Park.

## Rezeption
Dirk Ducar bezeichnet die Musik in einem Review von She Like Electric als „[…] irgendwie schon gut aber auch reichlich seltsam.“. Er schreibt die für das Alter ungewöhnlich gute Qualität nicht zuletzt den Fähigkeiten des Produzenten zu und zieht am Ende das Fazit, Smoosh seien „[…] sympathisch, ohne musikalisch wirklich überzeugen zu können.“
Auf laut.de wird die Musik von Smoosh als „Niedlicher pianogestützter Poprock […]“ bezeichnet.
Julia Gudzent schreibt auf ox-fanzine.de zum Album Free To Stay „[…] die Songs darauf sprudeln nur so über vor Teenager-Lebenslust und grundloser Glückseligkeit.“ und kommt zu dem Schluss, die Musik sei „[…] anfangs erfrischend wie ein erster Sommertag nach dem langen Winter, mit der Zeit allerdings etwas zu eingängig.“

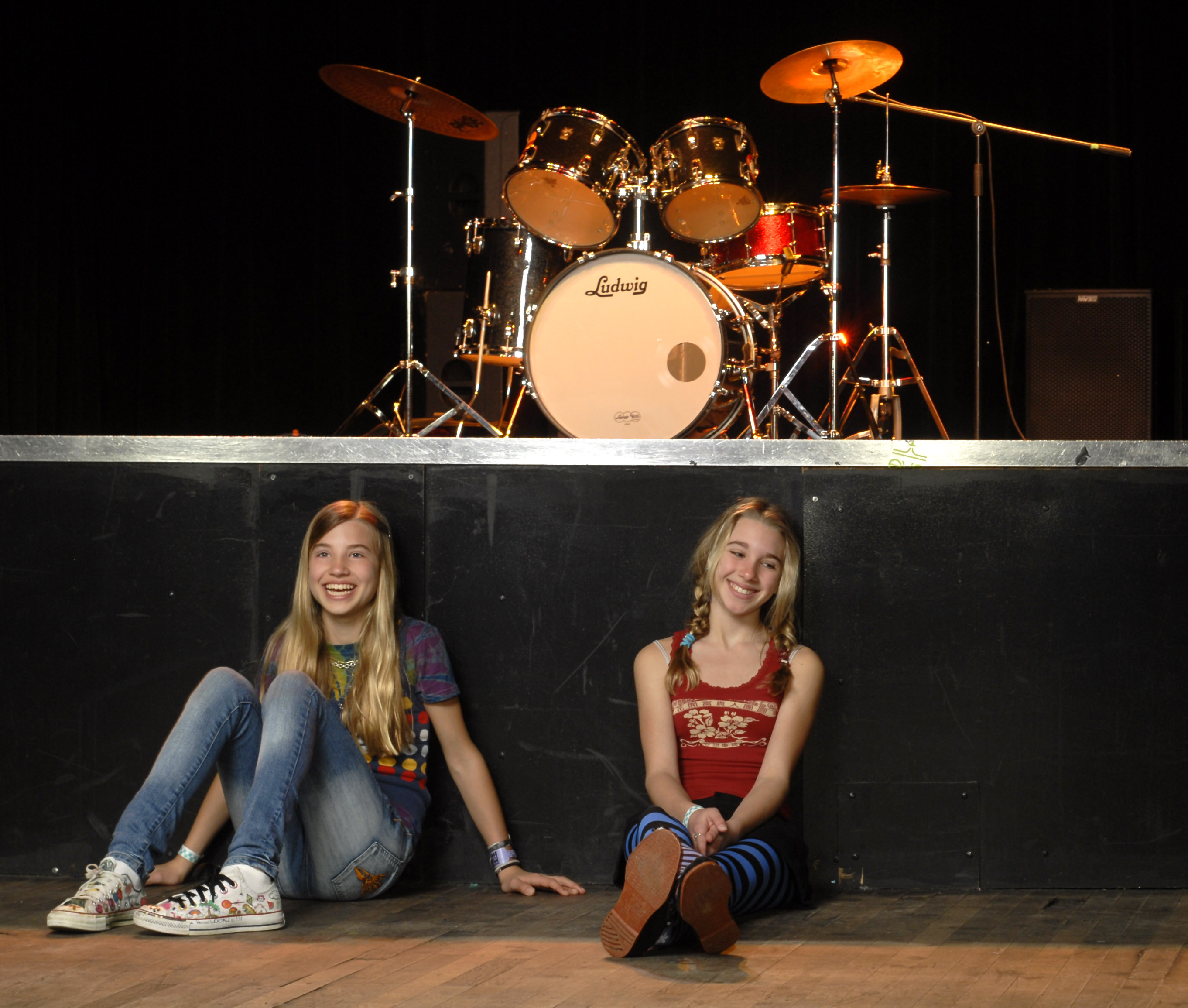
Chloe und Asya, 2006
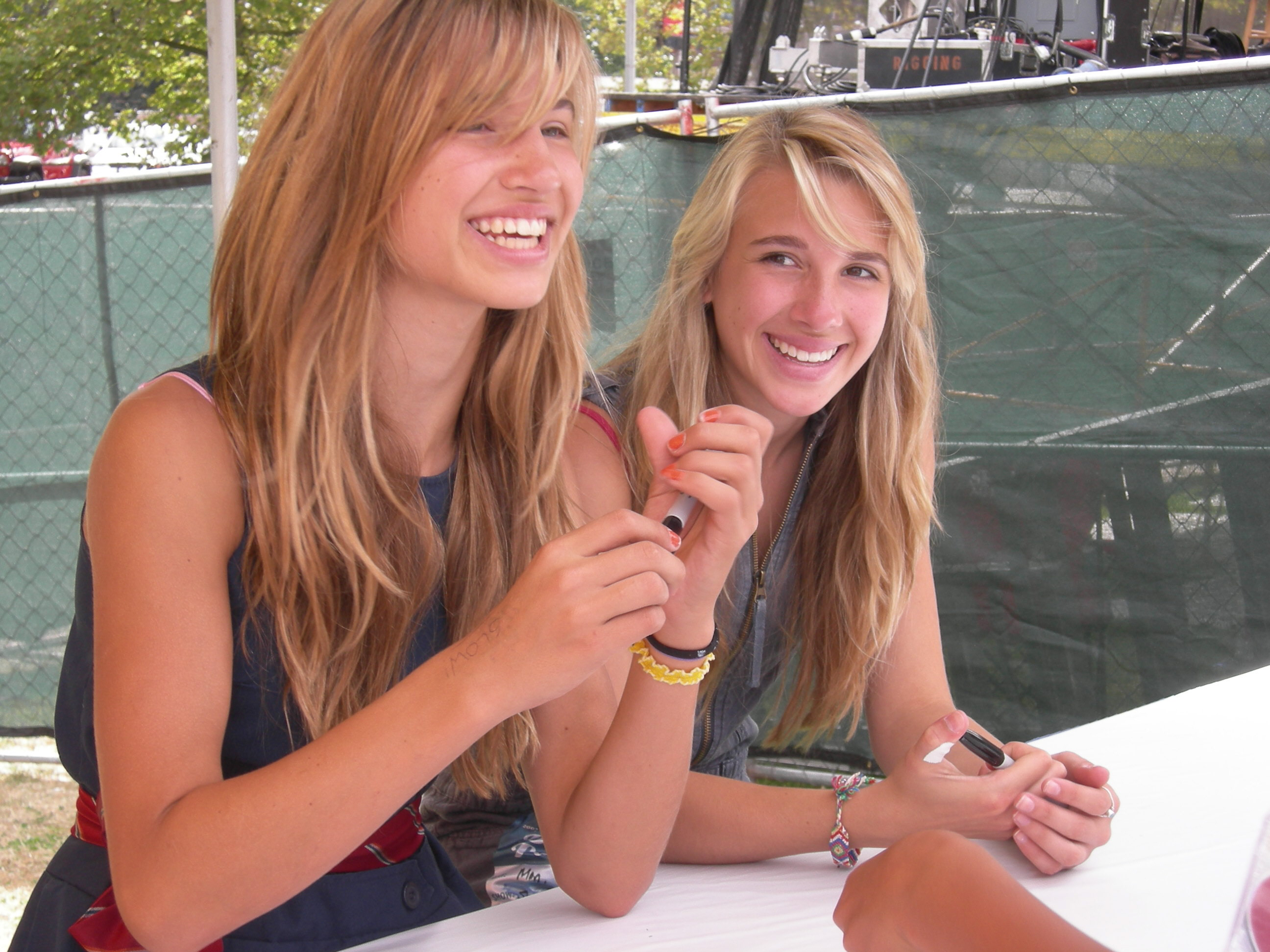
Chloe und Asya, 2007
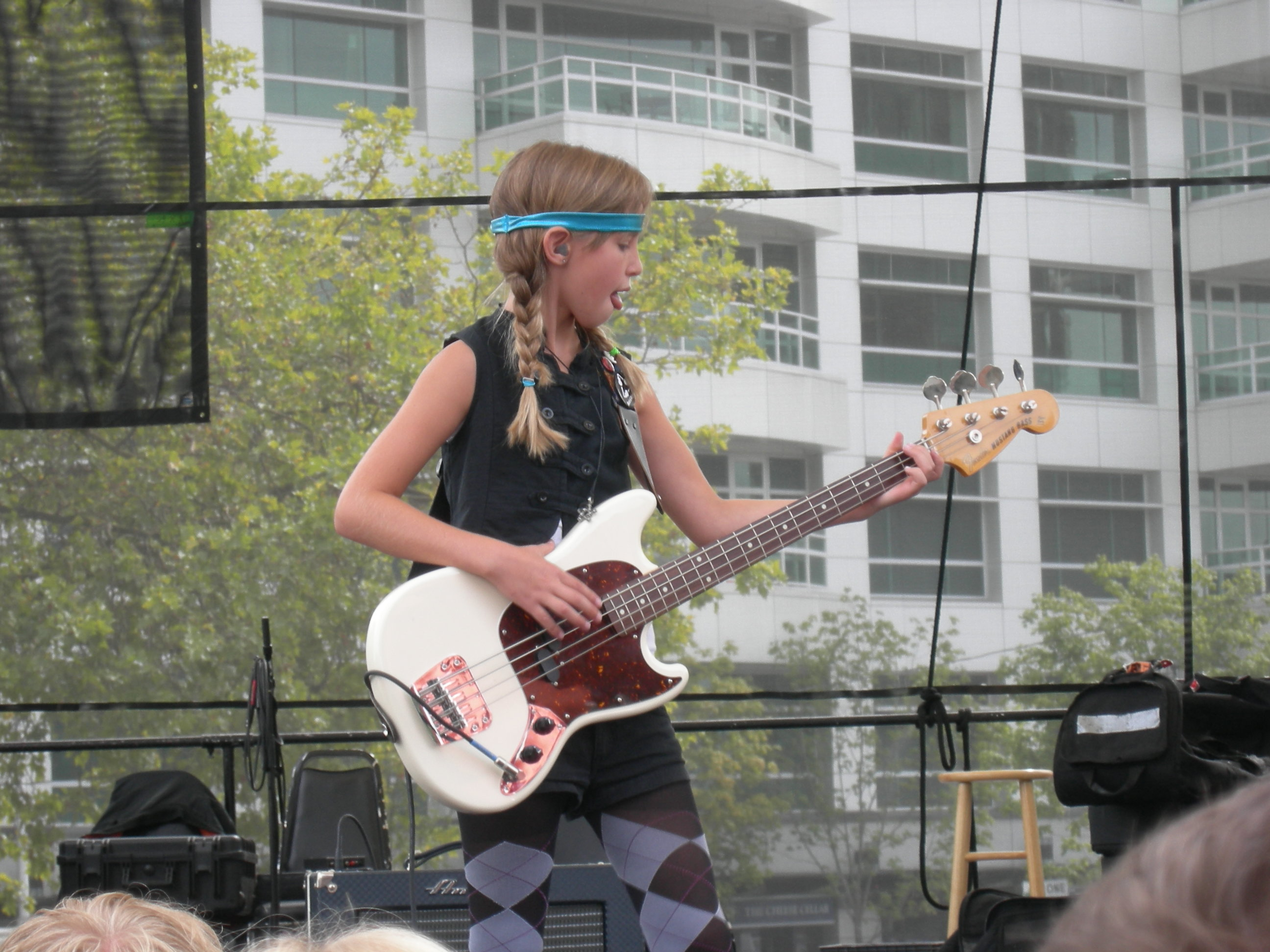
Maia, 2007
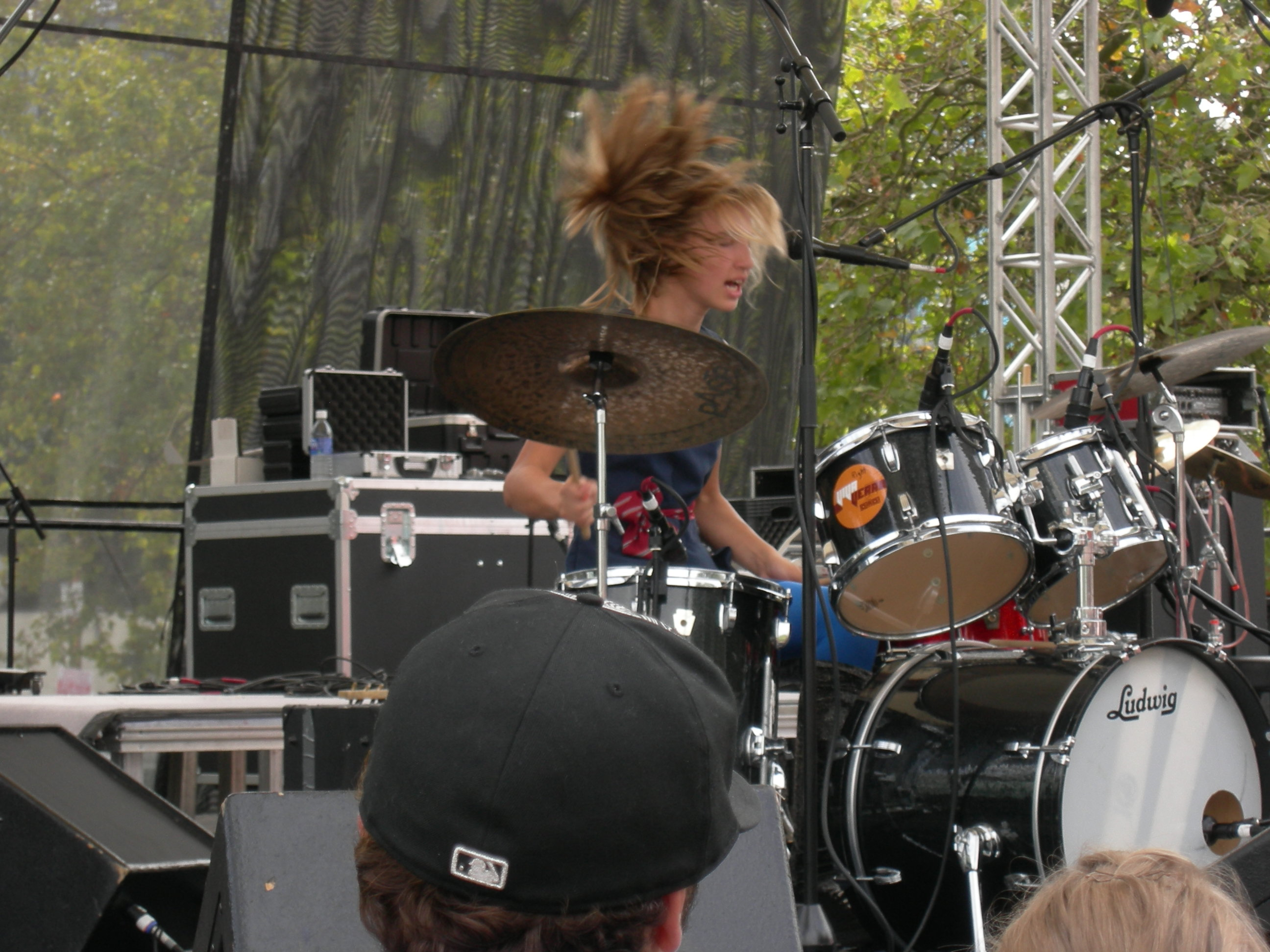
Chloe, 2007
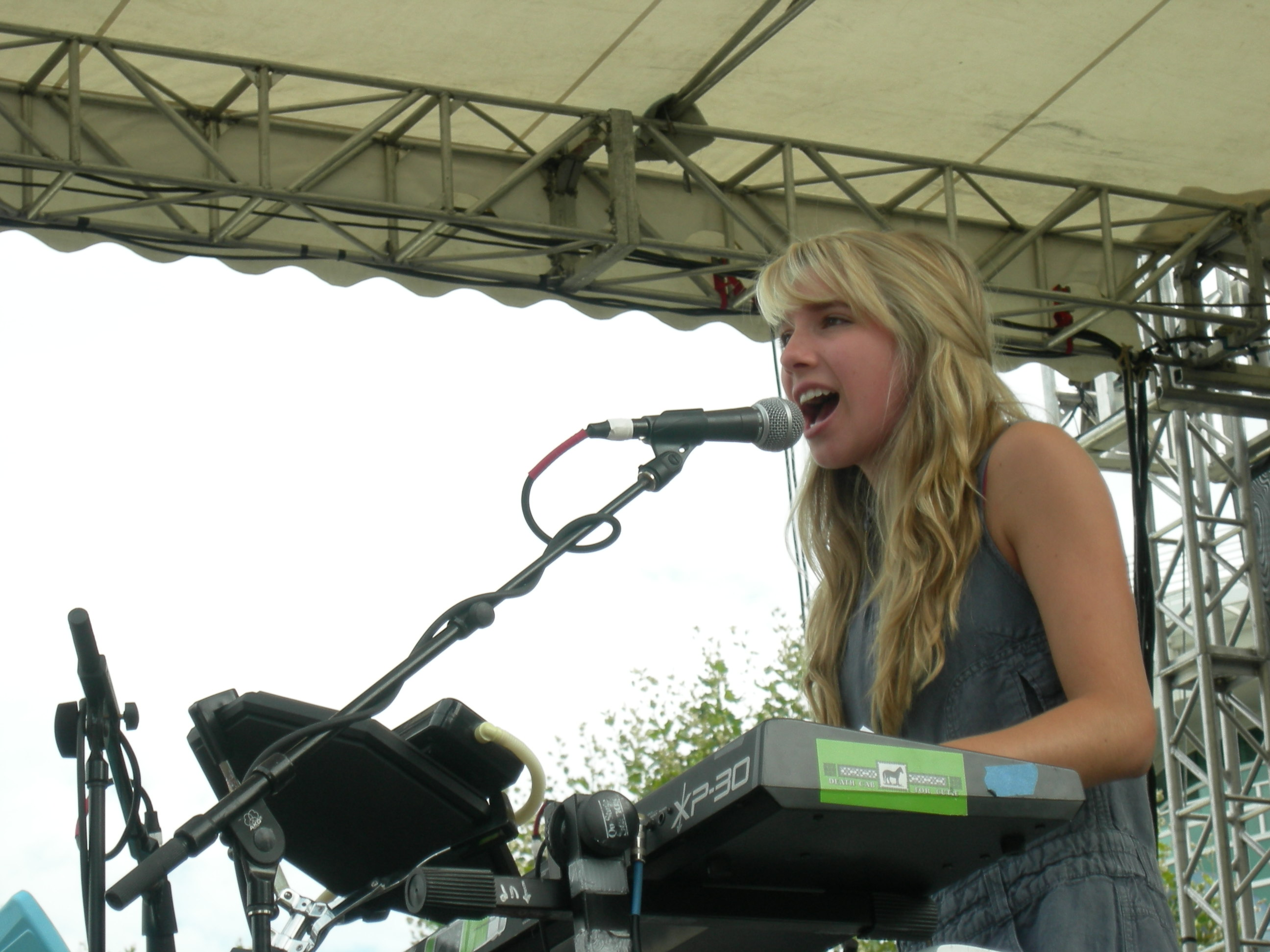
Asya, 2007

## Diskografie

### Smoosh
- 2000: Tomato Mistakes (IUMA)
- 2002: Free to Stay EP (Barsuk Records) EP
- 2004: She Like Electric (Pattern 25 Records)
- 2006: Free to Stay (Barsuk Records)
- 2006: Live and in Person! London 2006  (Kompilation mit Smoosh)
- 2010: Withershins (aka The World's Not Bad) (independent)

### Chaos Chaos
- 2012: S
- 2013: "In This Place"
- 2014: Committed to the Crime
- 2017: "Terryfold" mit Justin Roiland
- 2018: Chaos Chaos (2018) – Album
- 2018: "Kanye’s B-Day Song" mit Rick and Morty
- 2019: "Armed and Dangerous"
- 2019: "Theaters"
- 2019: "Improv Song"
- 2020: "Geography"
- 2020: "Many Roads"
- 2020: "Capital T"
- 2020: "Need You (feat. Madge)"
- 2021: "ETERNAL"